# E852
E852 eller Europaväg 852 är en europaväg som går från Tirana i Albanien till Ohrid i Nordmakedonien. Vägens längd är 134 kilometer.

## Sträckning
Tirana - Struga - Ohrid

## Standard
Vägen är landsväg hela sträckan. Den har dock dragits utanför Struga och Ohrid och har en planskild anslutning med E65.

## Anslutningar till andra europavägar
- E65
- E86